# 나비 넥타이

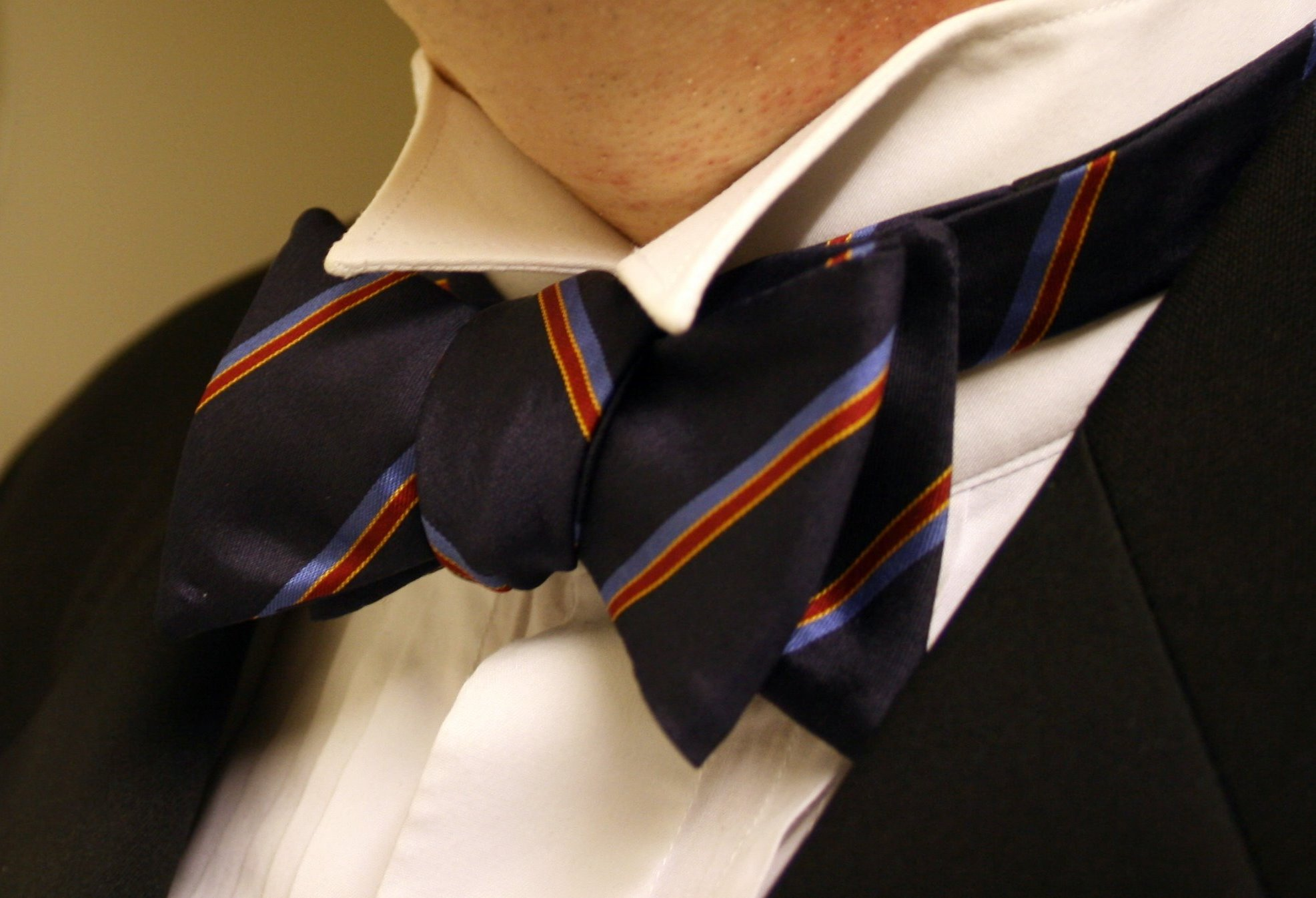
나비 넥타이

나비 넥타이 또는 보 타이(Bow tie)는 나비 매듭(Bow knot)으로 묶는 넥타이를 말한다.
현대의 나비 넥타이는 일반적인 신발끈 매듭을 사용하여 묶는데, 이러한 이유로 나비 매듭(bow knot)이라고도 한다. 이는 셔츠의 칼라 주위에 대칭 방식으로 묶인 천 리본으로 구성되어 반대쪽 두 끝이 고리를 형성한다.
나비 넥타이에는 일반적으로 프리타이(pre-tied), 클립온(clip-on), 셀프타이(self-tie)의 세 가지 유형이 있다. 미리 묶인 나비 넥타이는 독특한 나비 넥타이를 목에 걸고 고정하는 밴드에 꿰매어 고정하는 넥타이이다. 일부 "클립온"은 밴드를 완전히 없애고 대신 칼라에 바로 고정한다. 착용자가 손으로 묶어야 하는 천 조각으로 구성된 전통적인 나비 넥타이는 "셀프 타이", "타이 잇-유르셀프" 또는 "프리스타일" 나비 넥타이로도 알려져 있다.
나비 넥타이는 어떤 직물 소재로든 만들 수 있지만 대부분은 실크, 폴리에스테르, 면 또는 여러 직물의 혼합 소재로 만들어진다. 일부 직물(예: 양모 또는 벨벳)은 일반 포인핸드 넥타이보다 나비 넥타이에 사용되는 경우가 훨씬 적다.